# 石川県立伝統産業工芸館
石川県立伝統産業工芸館（いしかわけんりつでんとうさんぎょうこうげいかん）は、石川県金沢市兼六町に所在する、主として石川県の伝統工芸品を収集した博物館である。

## 概要

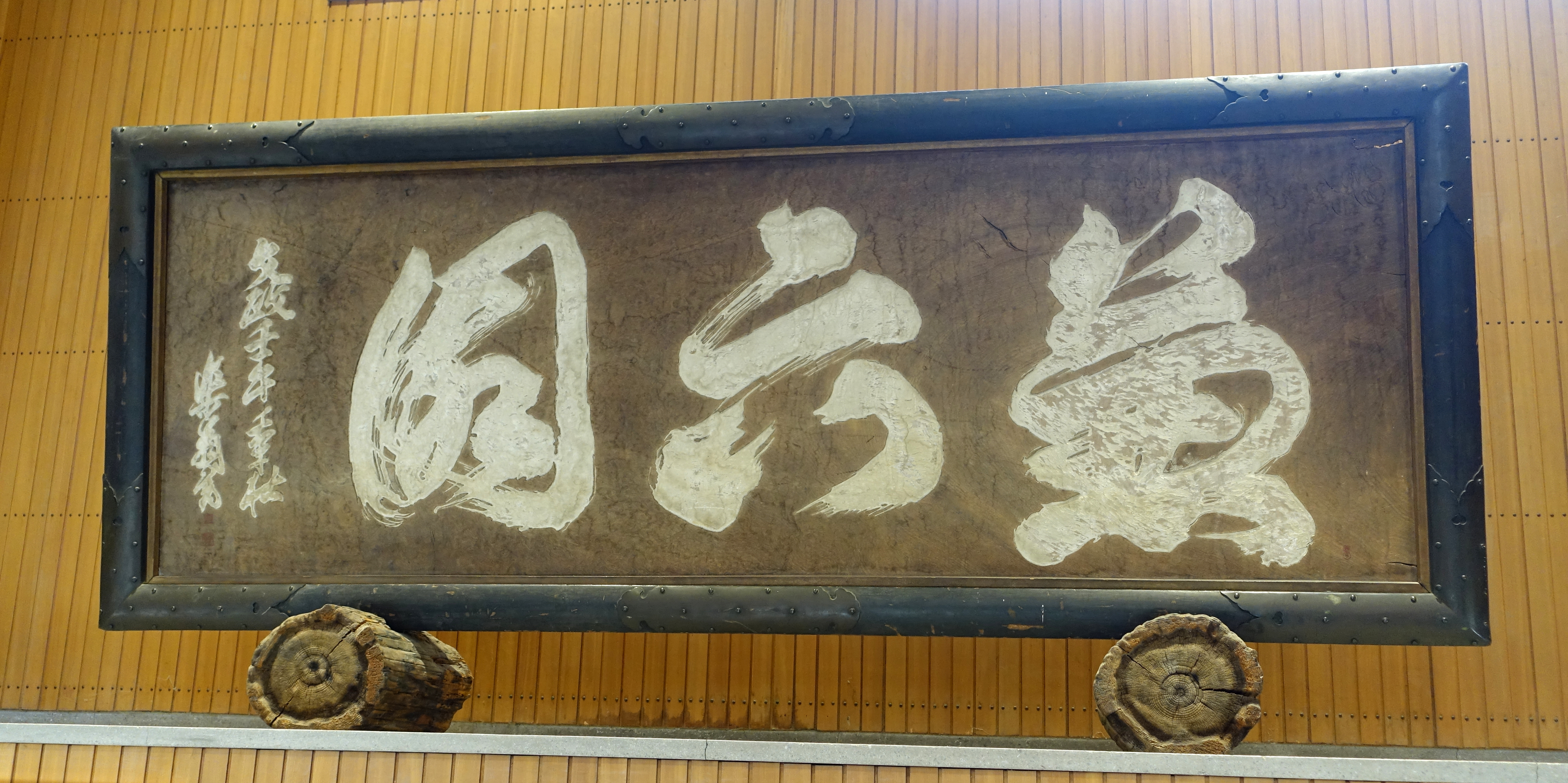
松平定信筆 兼六園の扁額揮毫

石川県立美術館の新築移転に伴い旧館を利用して1984年（昭和59年）に開館した。建物は谷口吉郎の設計により1959年（昭和34年）に竣工したもので、館内から隣接する兼六園へ直接入園することが可能。経済産業省指定の伝統的工芸品10種を含む36業種が展示紹介されており、九谷焼等いくつかの業種では、製作工程がわかる展示になっている。2020年（令和2年）に同館付近に移転した国立工芸館と区別するため、同年４月から、通称が「いしかわ生活工芸ミュージアム」となった。

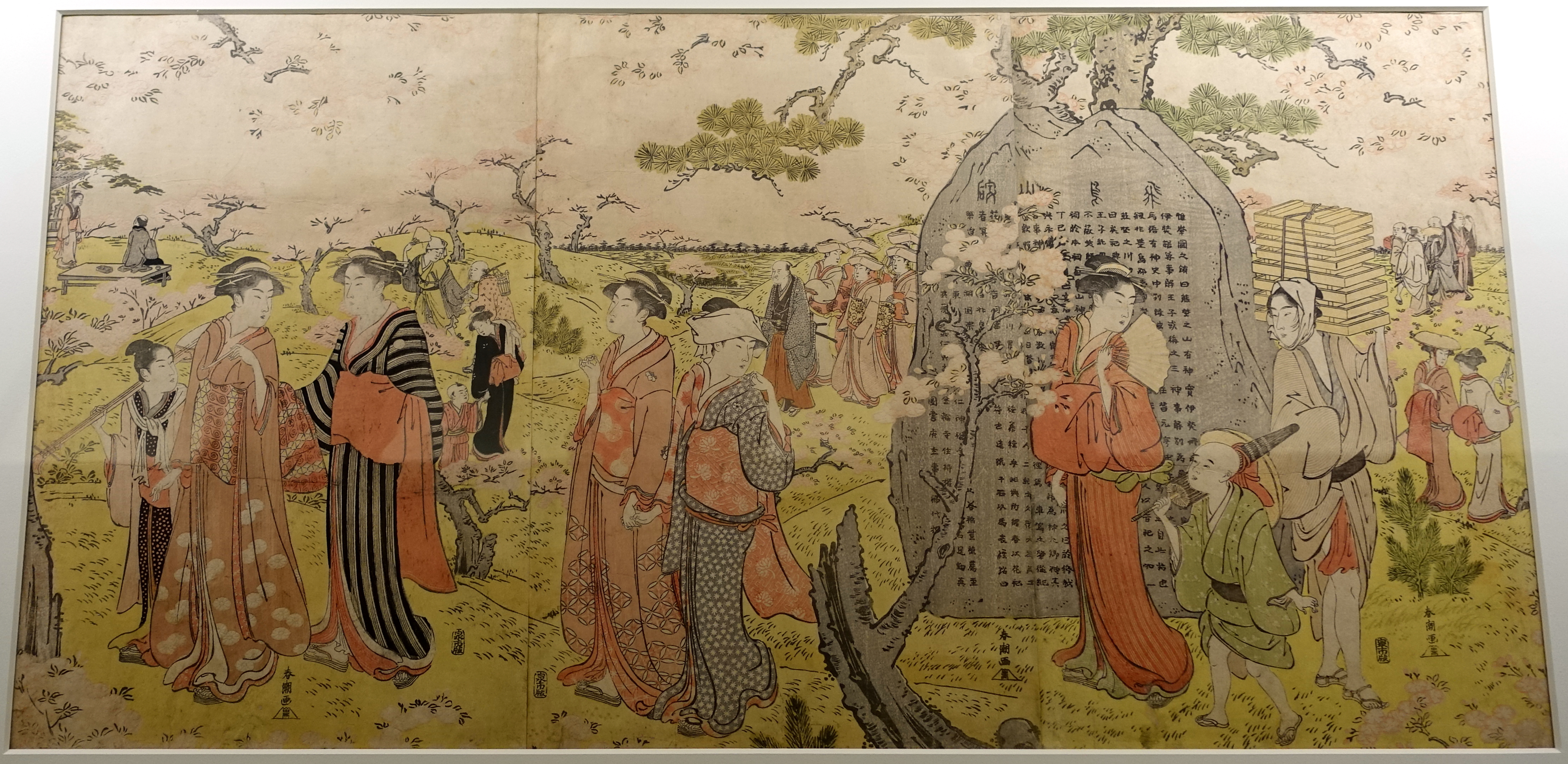
勝川春潮「飛鳥山花見」

## 展示36業種

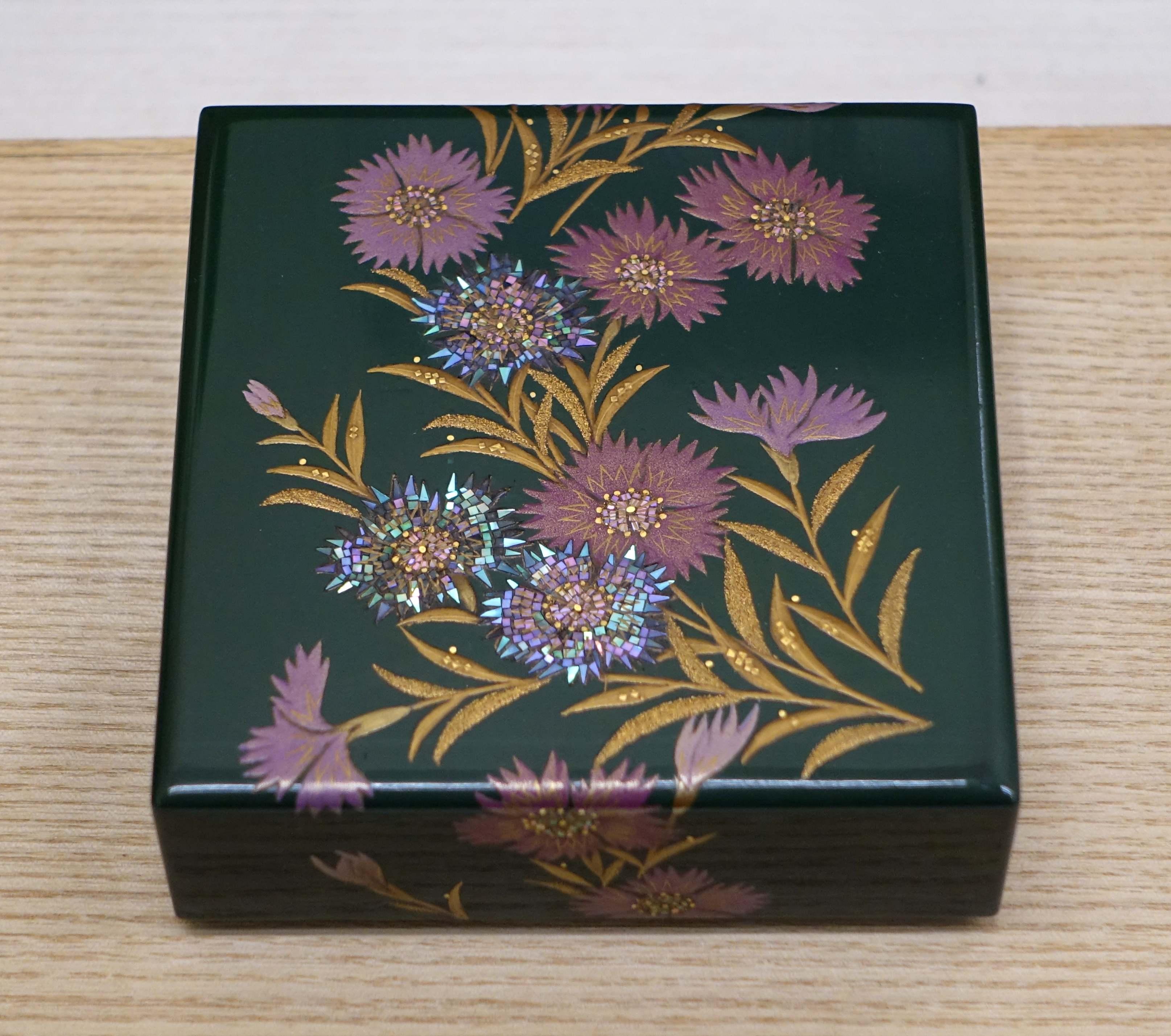
蒔絵を施した漆器の重箱
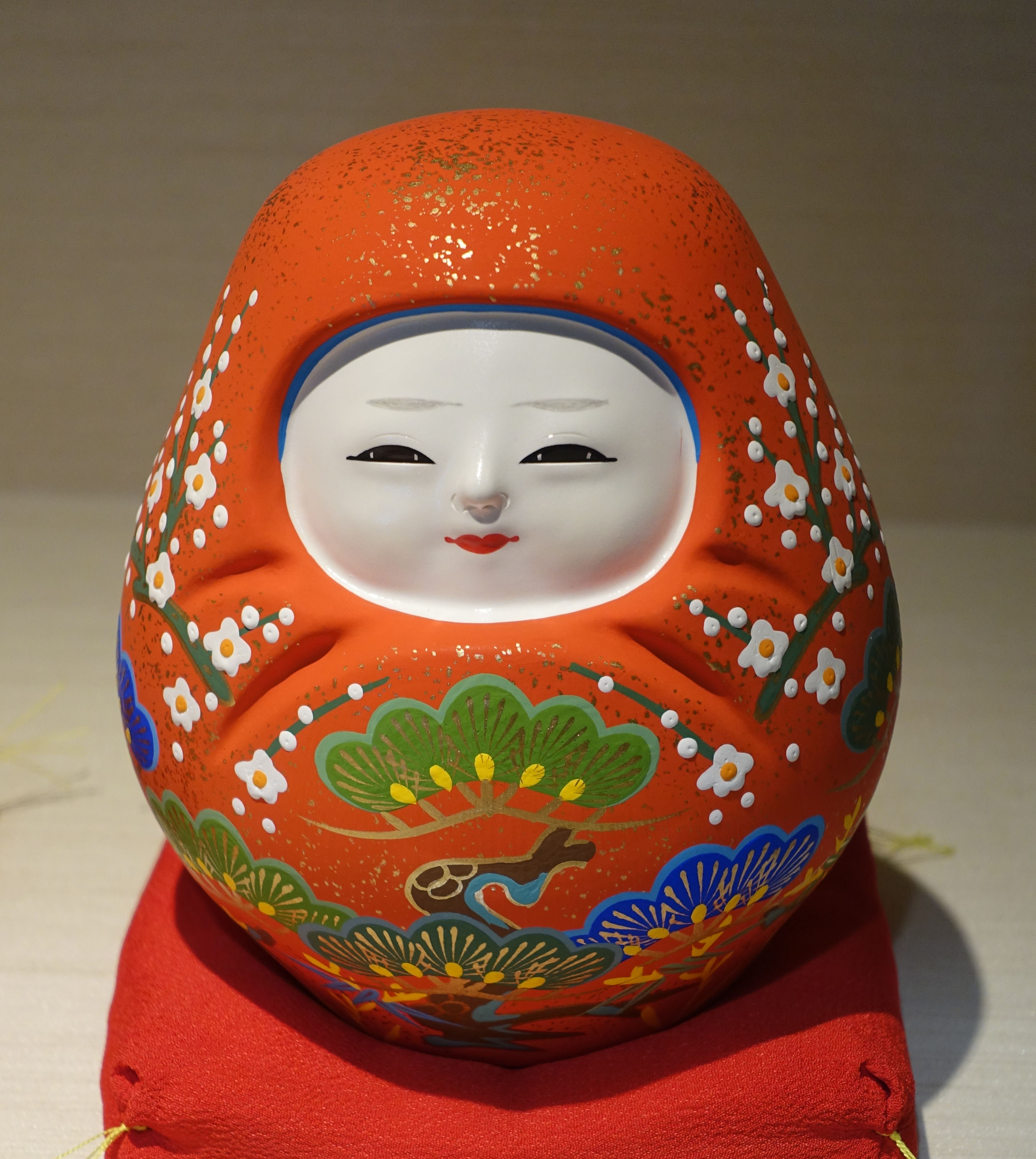
郷土玩具加賀八幡起き上がり
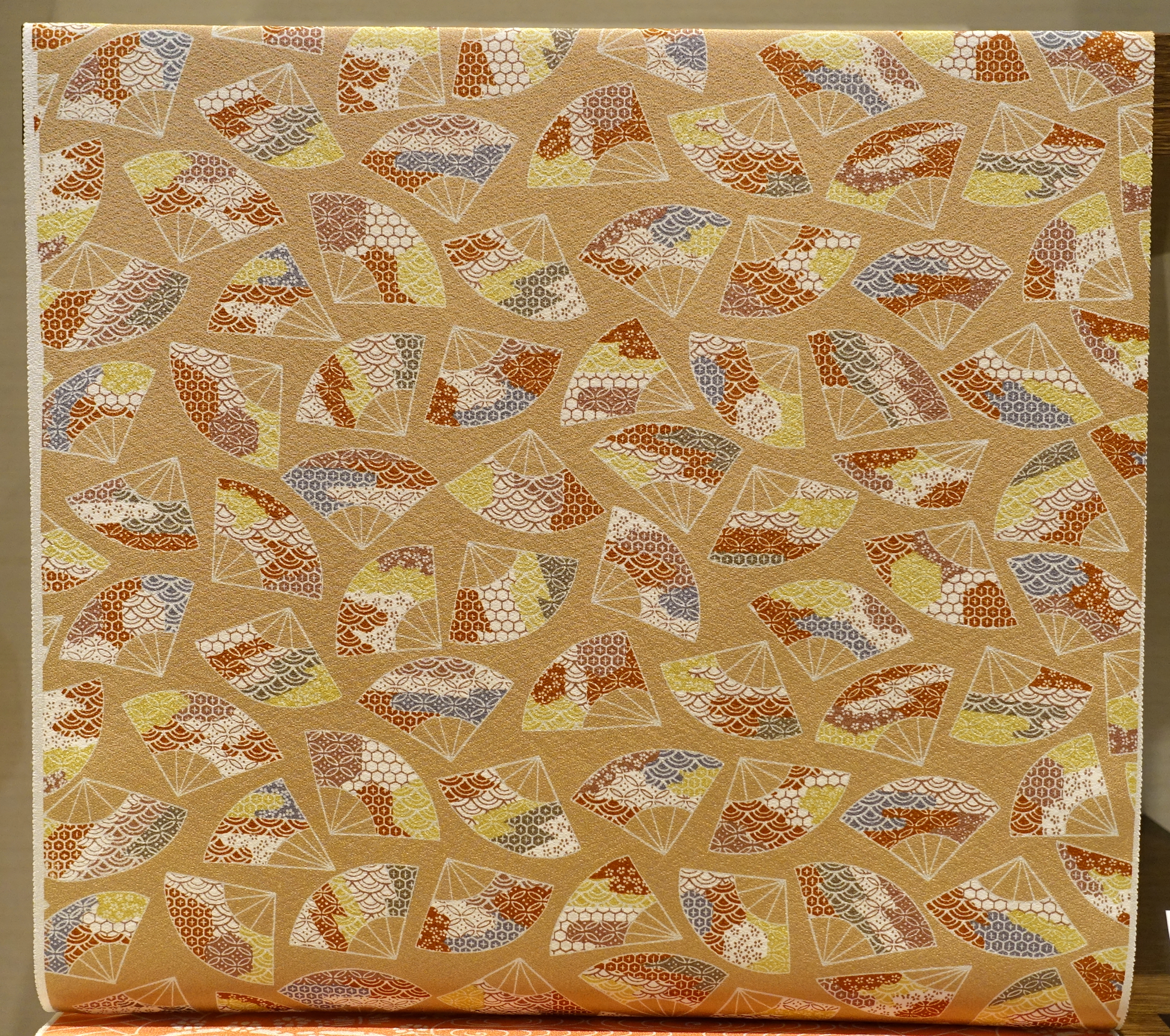
牛首紬
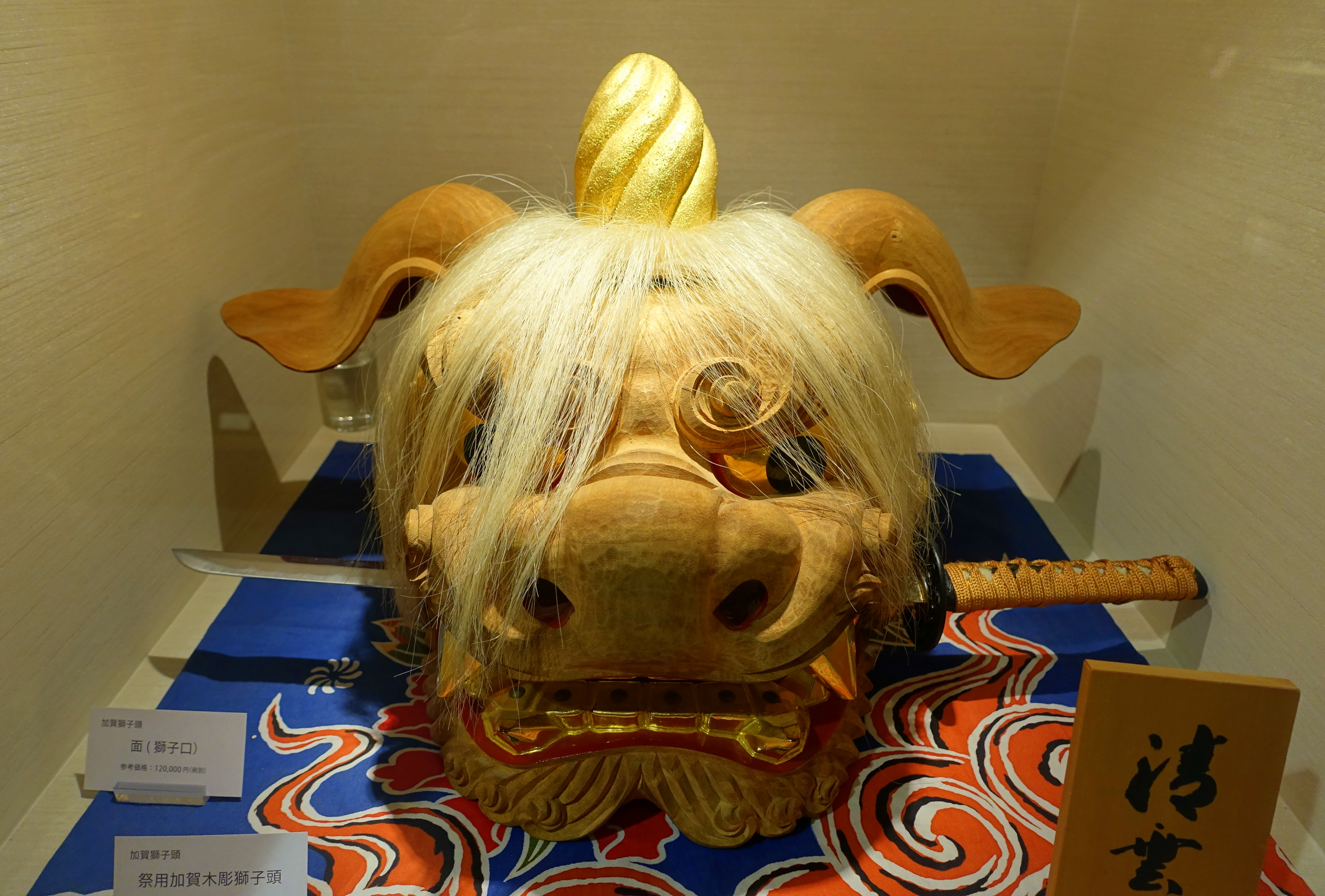
加賀獅子頭
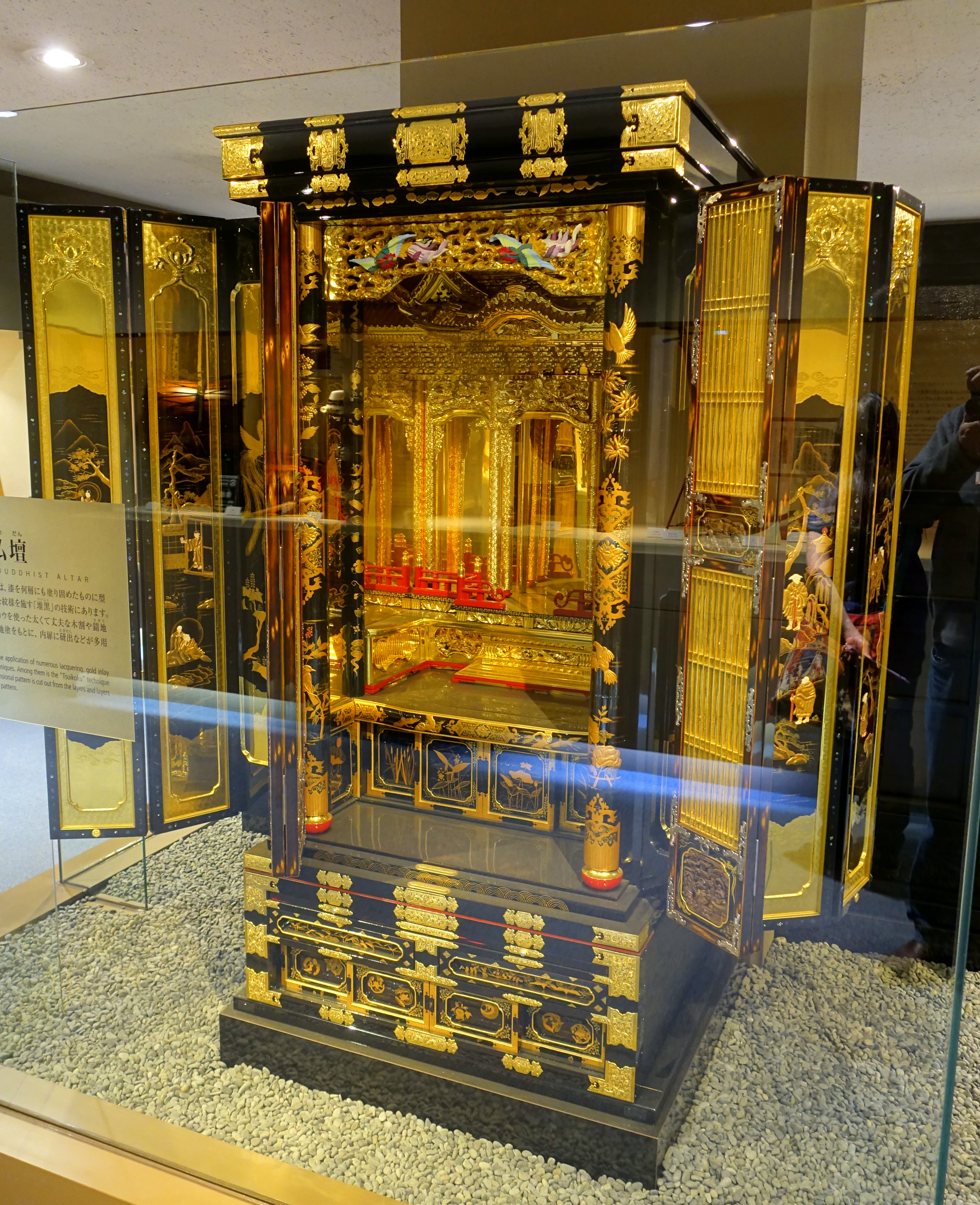
美川仏壇
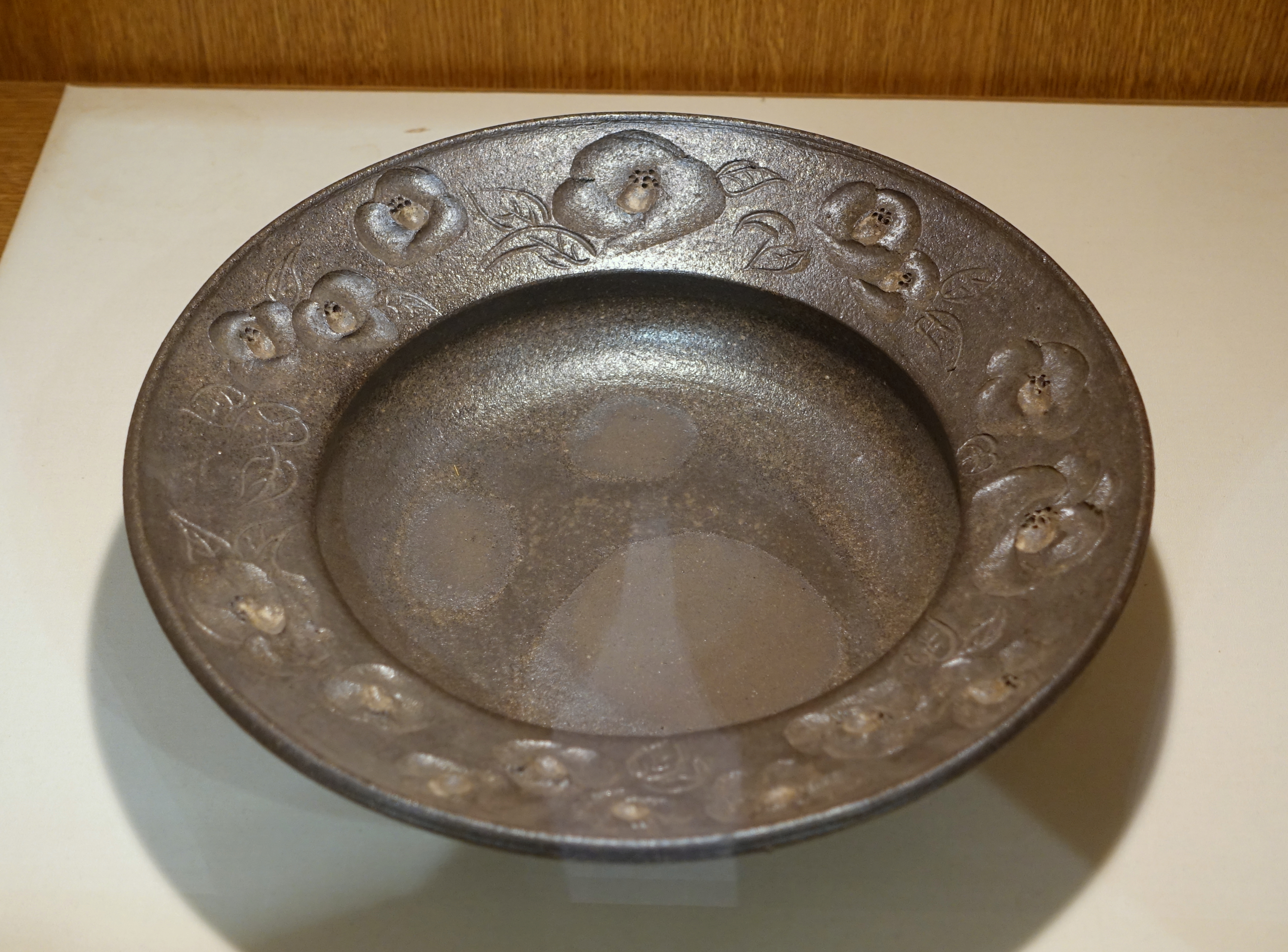
珠洲焼
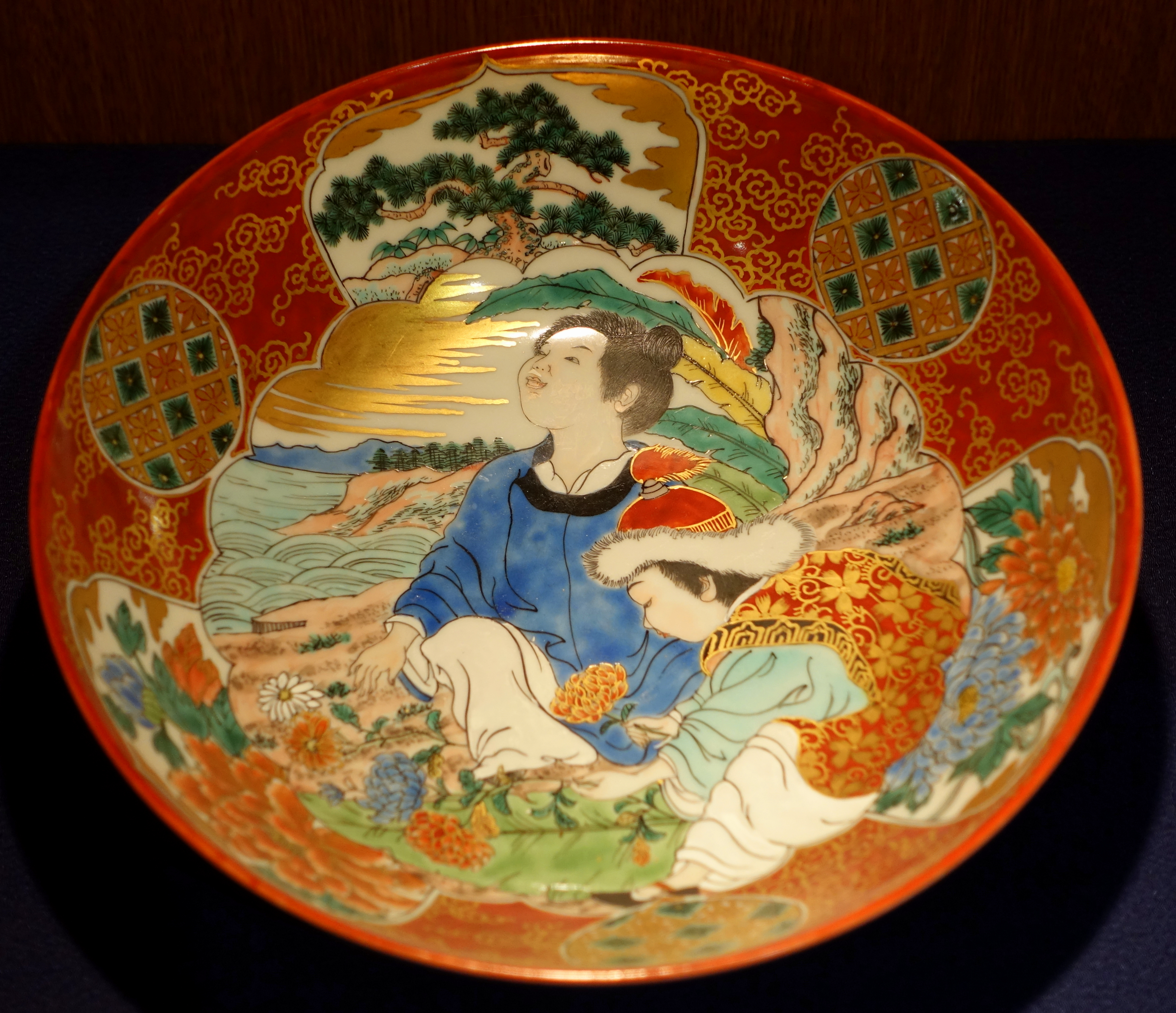
九谷焼
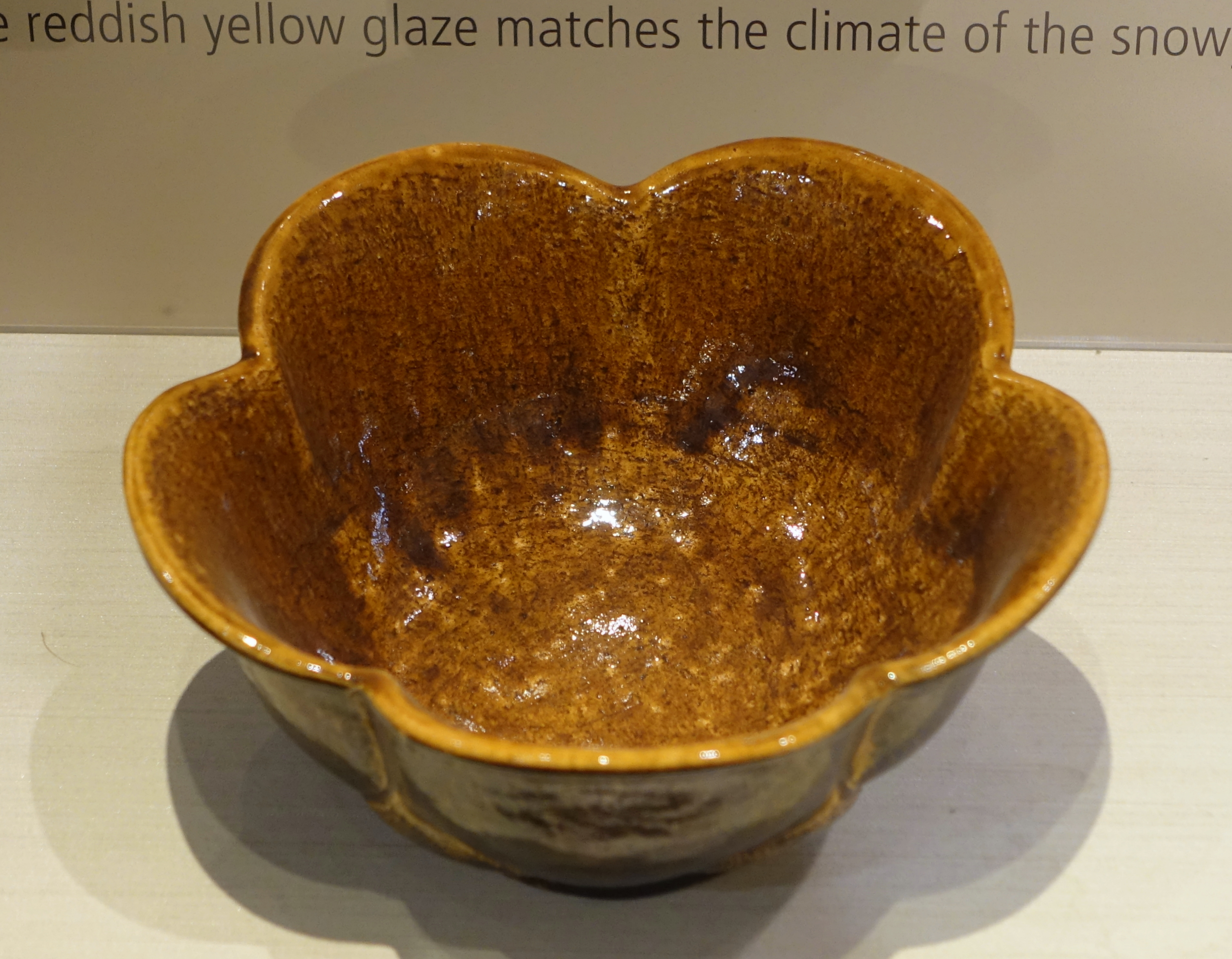
大樋焼
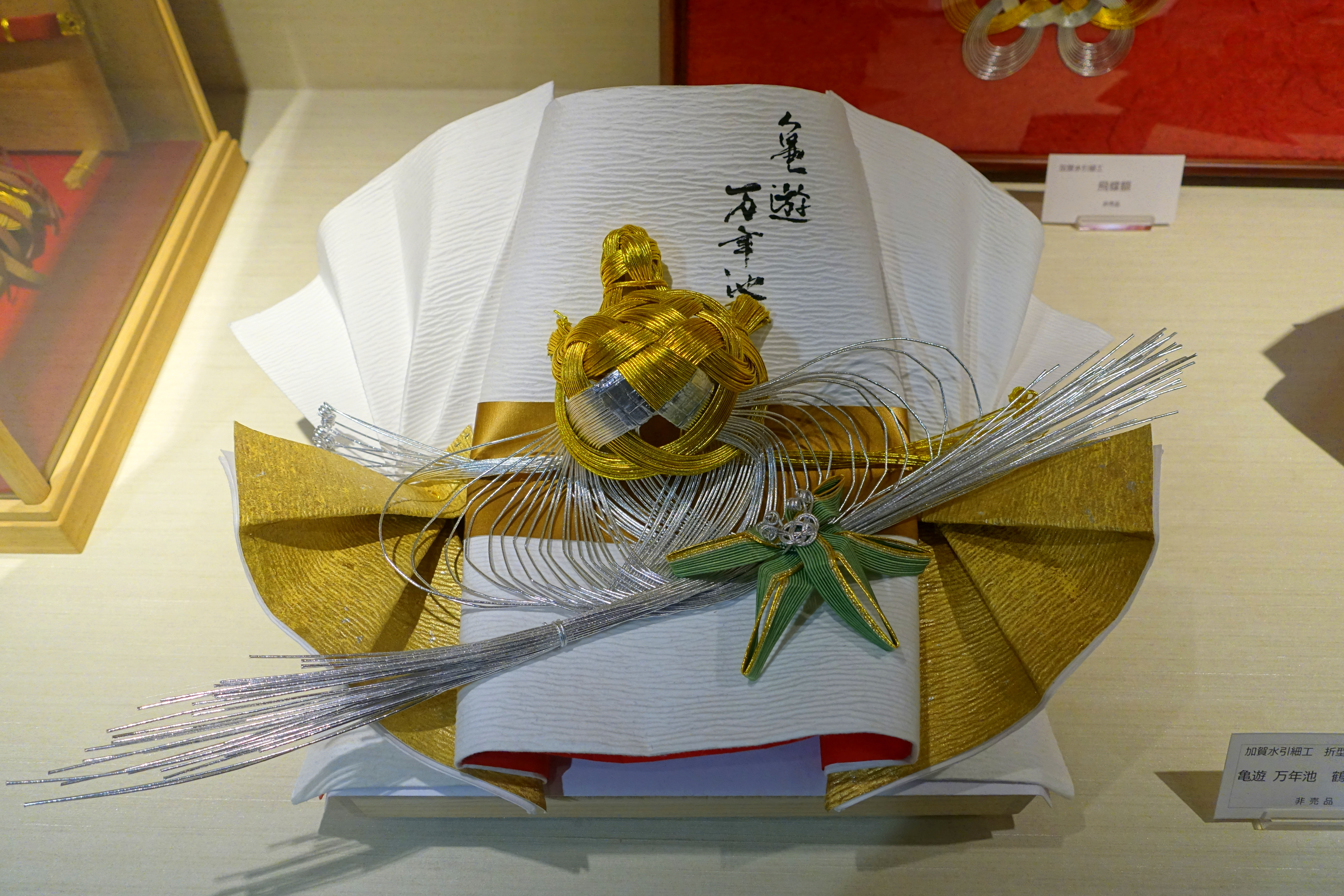
加賀水引
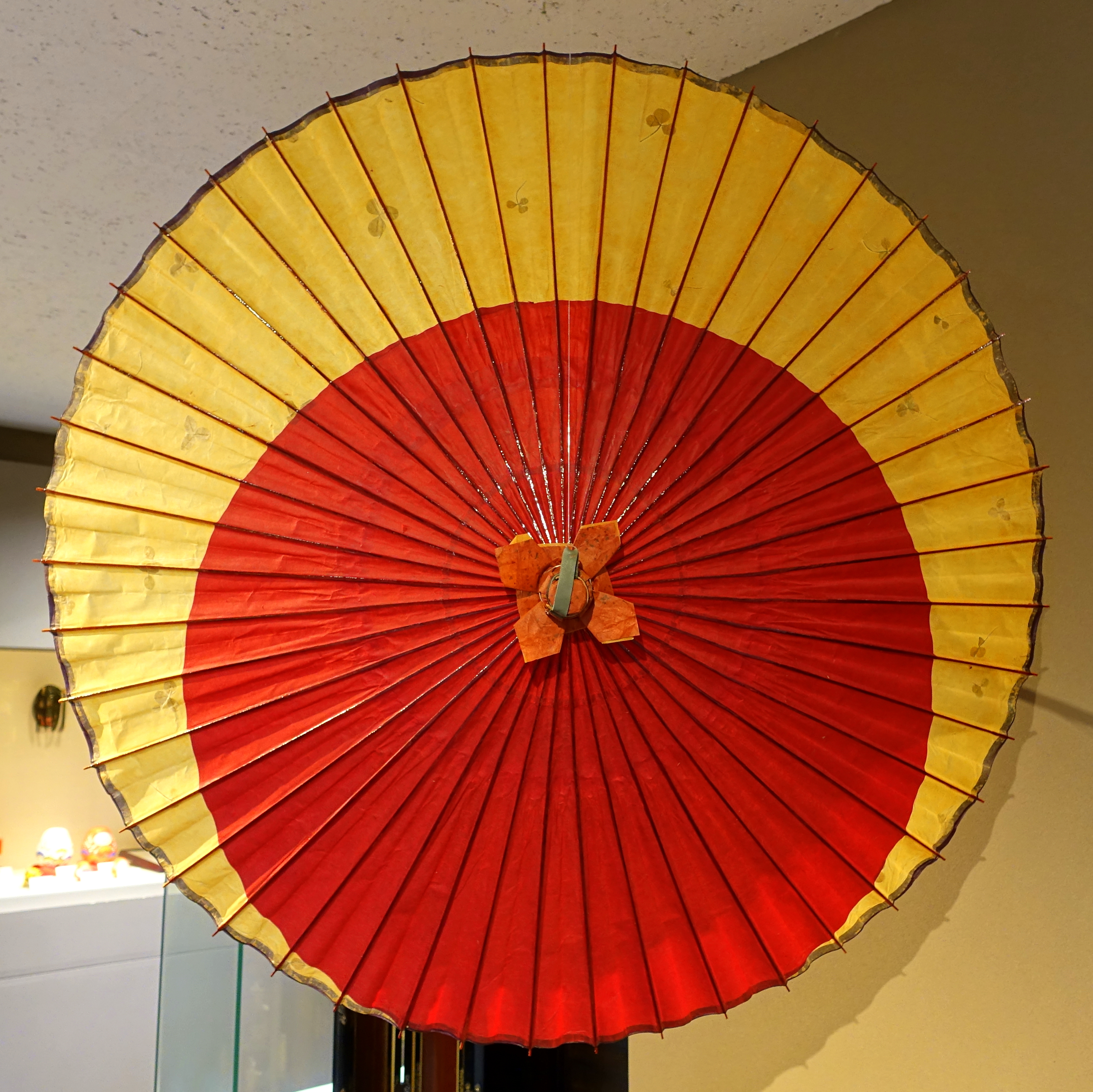
金沢和傘
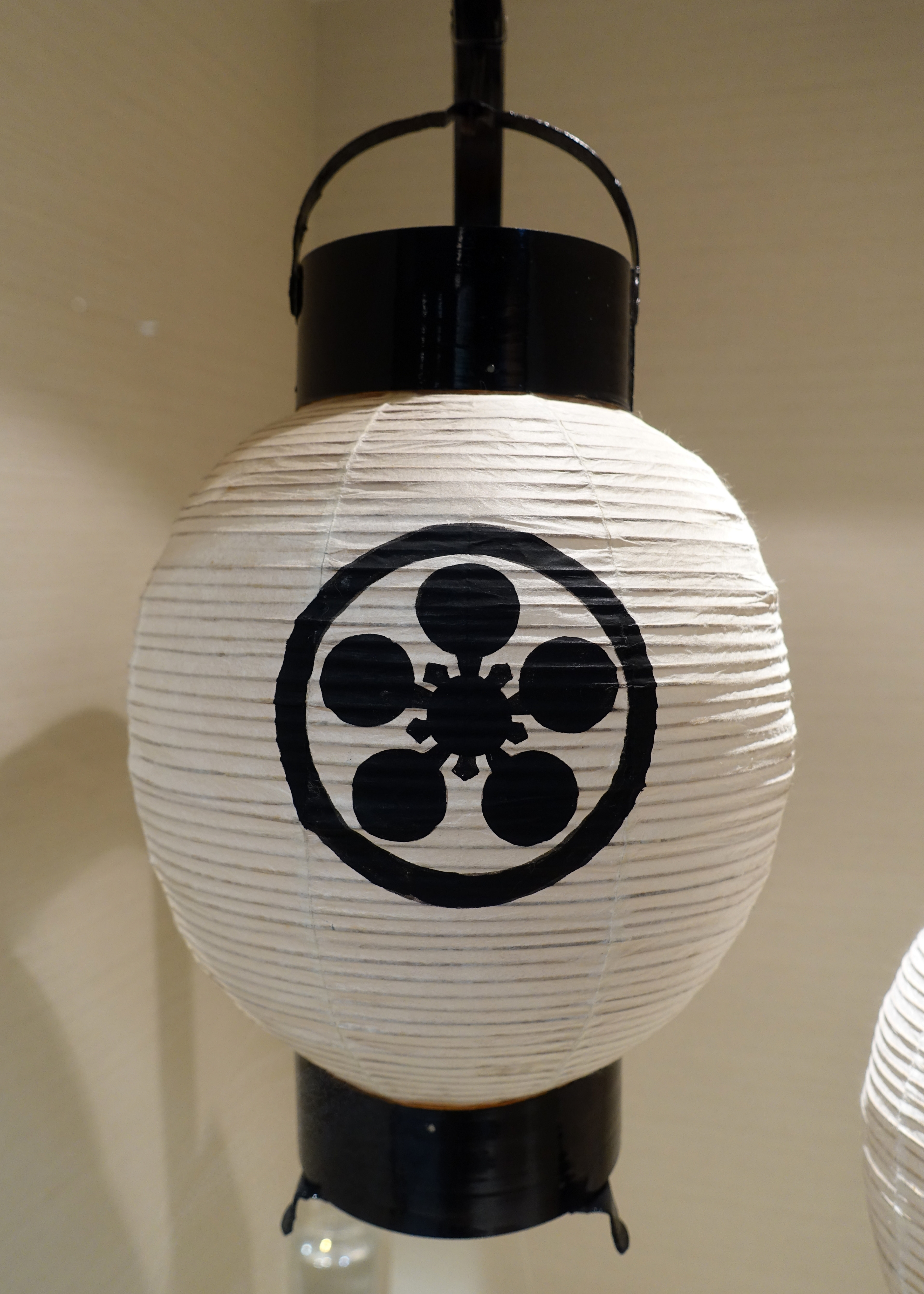
加賀提灯
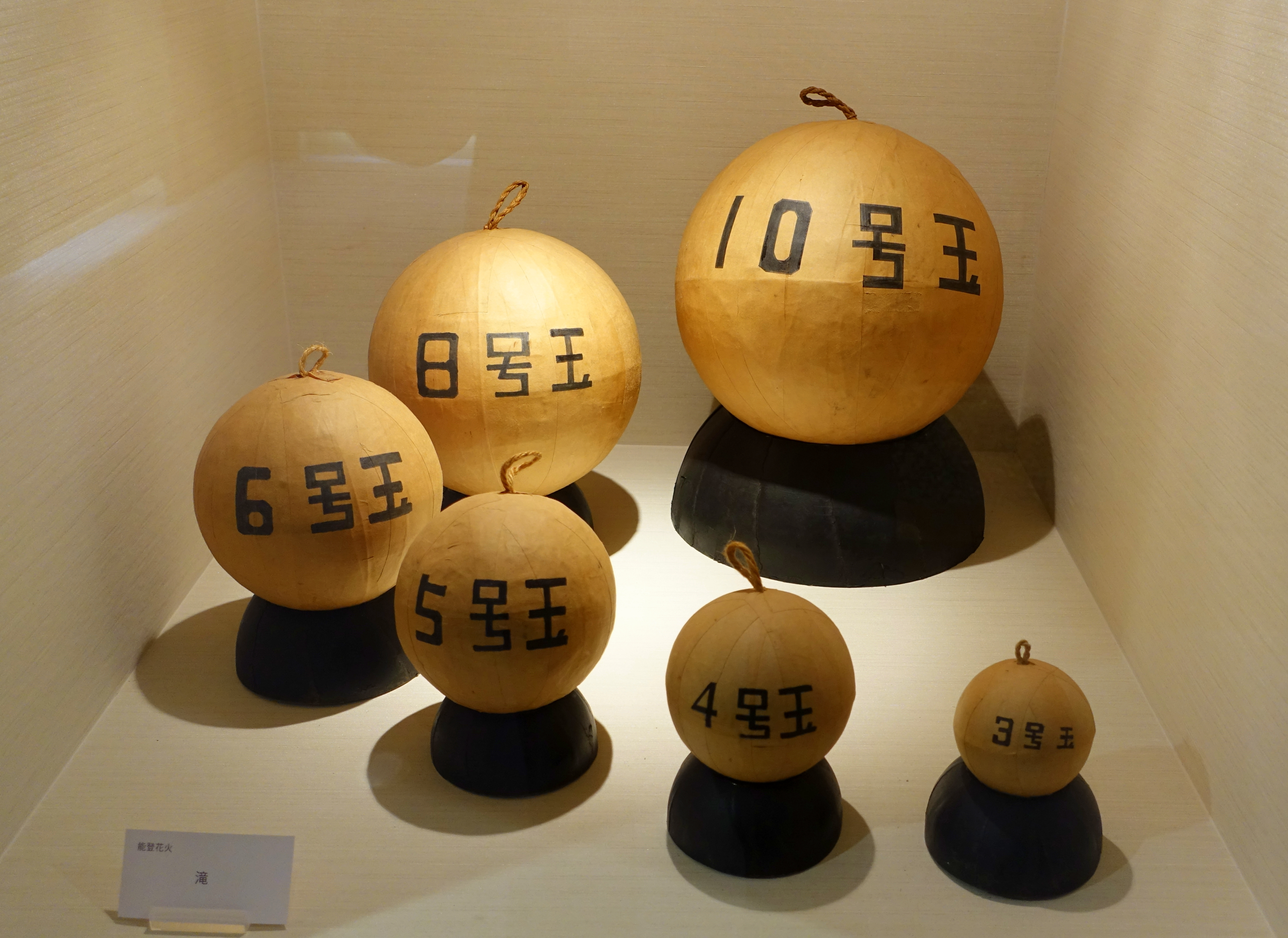
能登花火

- 加賀友禅
- 金沢漆器
- 金沢表具
- 郷土玩具
- 牛首紬
- 珠洲焼
- 竹細工
- 琴
- 加賀繍
- 大樋焼
- 鶴来打刃物
- 三弦
- 能登上布
- 茶の湯釜
- 金沢仏壇
- 太鼓
- 金沢和傘
- 金沢箔
- 七尾仏壇
- 銅鑼
- 手捺染型彫刻
- 和紙
- 美川仏壇
- 加賀獅子頭
- 九谷焼
- 桐工芸
- 七尾和ろうそく
- 加賀提灯
- 輪島塗
- 檜細工
- 加賀毛針
- 加賀水引細工
- 山中漆器
- 加賀象嵌
- 加賀竿
- 能登花火